# Samoa National League 1999
Samoa National League 1999, còn có tên là Upolo First Division, là mùa giải thứ 11 trong lịch sử Samoa National League, giải đấu cao nhất của Liên đoàn Bóng đá Samoa. Moata'a FC giành chức vô địch đầu tiên.

## Đội bóng
Mỗi đội tham gia vào giải đấu loại nơi mà 4 đội xếp cao nhất ở mỗi Nhóm Bắc và Nhóm Nam được quyền tham gia giải đấu. Các đội được tham gia sau đó thi đấu trong một giải đấu thông thường.
Nhóm Bắc
- Vaitoloa – Vô địch
- Moamoa – Á quân
- Vaiala
- Kiwi

Nhóm Nam
- Moata'a – Vô địch
- Goldstar Sogi – Á quân
- Togafuafua
- Vaipuna

## Bảng xếp hạng
| Pos | Team          | Pld | W | D | L | Pts |
| --- | ------------- | --- | - | - | - | --- |
| 1   | Moata'a       | 6   | 6 | 0 | 0 | 12  |
| 2   | Goldstar Sogi | 7   | 4 | 2 | 1 | 10  |
| 3   | Kiwi          | 6   | 3 | 3 | 0 | 9   |
| 4   | Togafuafua    | 7   | 2 | 2 | 3 | 6   |
| 5   | Vaitoloa      | 7   | 2 | 1 | 4 | 5   |
| 6   | Vaipuna       | 6   | 1 | 2 | 3 | 4   |
| 7   | Moamoa        | 7   | 2 | 0 | 5 | 4   |
| 8   | Vaiala        | 6   | 1 | 0 | 5 | 2   |

Nguồn: